# Социалистическое движение «Вперёд»
Социалистическое движение «Вперёд» (СД «Вперёд», СДВ) — левая политическая организация в Российской Федерации, российская секция Четвёртого интернационала. Действовала с 2005 по 2011 год. 7 марта 2011 года СД «Вперед» объединилось с организацией «Социалистическое сопротивление» в новую организацию — Российское социалистическое движение.

## Идеология
В программе Движения было сказано, что оно «считает себя преемником революционного наследия большевизма, Международной левой оппозиции и Четвёртого Интернационала».
Российский капитализм рассматривается в контексте мировой капиталистической системы, как периферийный капитализм: «Подобно другим странам периферии она представляет интерес для капитализма и его агентов как источник сырья, дешевой рабочей силы и рынок сбыта продукции, вместе с тем она обладает передовыми технологиями и ядерным вооружением, что не позволяет ей скатиться к уровню стран „южнее Сахары“. Эта двойственность положения России в капиталистической системе объясняет зигзаги российской экономики и политики пост-советского периода».
«Вперед» считало развитие социальных движений в России необходимым элементом развития революционного движения и создания левой антикапиталистической партии: «Для того, чтобы изменилась расстановка сил на политической арене, нужен мощный подъем социального движения».

## История и деятельность

### Политическая деятельность
Организация основана в 2005 году группой активистов, вышедших из российской секции Комитета за рабочий интернационал. Основные направления деятельности — студенческое и рабочее движение, сопротивление реформе ЖКХ. Зимой—весной 2006 года «Вперёд» приняло активное участие в протестах против повышения коммунальных платежей в Москве, Московской области, Саратове, Тюмени. В апреле — мае 2006 года активисты движения в Ярославле оказывали содействие забастовке против закрытия завода «Холодмаш». В июне 2006 года в Москве был проведен вечер поэта и активиста движения Кирилла Медведева, где собирались средства в помощь забастовочному комитету завода «Холодмаш». Подобные же акции проводились в поддержку одного из лидеров профсоюза «ДжиЭм — АвтоВАЗ» Ильсияр Шарафутдиновой, незаконно уволенной с завода и в поддержку забастовки на «Форде» в конце 2007 года.
В июне 2006 года «Вперёд» организовало кампанию поддержки забастовки учителей в Шелехове Иркутской области. С весны 2006 года «Вперёд» участвовало в протестах против «уплотнительной застройки» — в основном на севере Москвы. С осени 2008 года «Вперёд» участвовало в работе Совета инициативных групп Москвы, а с июля 2009 года — Московского совета. Активно участвовало в кампании против реализующейся Правительством России реформы образования. В Саратове активисты «Вперёд» в течение 2006—2007 года вели кампанию против клерикализации образования. Также в течение 2007—2008 годов активисты московской организации сотрудничали с инициативой студентов Социологического факультета МГУ.
Организация поддерживала контакты с т. н. «альтернативными» профсоюзными объединениями — Всероссийской конфедерацией труда, Конфедерацией труда России, «Защитой труда». Активисты движения входили в оркомитеты митингов «альтернативных» профсоюзов 1 мая и 14 октября 2007 года и 1 мая 2008 года.
Движение «Вперёд» и группа «Что делать?» были организаторами пикета против вручения Алексею Беляеву-Гинтовту премии Кандинского, прошедшего 10 декабря 2008 года на территории «Винзавода». 9 мая 2009 года активисты «Вперёд» и «Что делать?» провели в Нижнем Новгороде экспериментальный 24-часовой семинар «Левое искусство. Левая философия. Левая история. Левая поэзия».

### Взаимодействие с политическими организациями, международные отношения
Движение «Вперёд» развивало координацию и вело дискуссию по перспективам объединения с «Социалистическим сопротивлением», Левым фронтом и другими левыми организациями. «Вперёд» сотрудничало также с различными левыми политическими организациями — Рабочей группой «Что делать?», санкт-петербургским Движением сопротивления имени Петра Алексеева, молдавской организацией «Народное сопротивление», украинской Организацией марксистов и другими.
Движение с момента своего создания поддерживало отношения с Четвёртым интернационалом и некоторыми его секциями, прежде всего — французской Новой антикапиталистической партией (НПА), ранее Революционной коммунистической лигой (РКЛ), и немецкими Революционной социалистической лигой (РСЛ) и «Международными социалистическими левыми». Один из лидеров РКЛ и Четвёртого интернационала Ален Кривин в конце 2006 года приезжал в Москву, где выступал на втором съезде организации. На третьем съезде «Вперёд», проходившем 2—3 февраля 2008 года в Москве, было решено принять статус постоянного наблюдателя при Четвёртом интернационале. Пятый съезд, проходивший 13—14 февраля 2010 года, принял решение о вступлении в Четвертый интернационал. На 16-м всемирном конгрессе Четвёртого интернационала, проходившем в Бельгии в конце февраля 2010 года, Социалистическое движение «Вперед» было принято в Интернационал в качестве российской секции.
Активисты организации принимали участие в работе различных — международных и российских — социальных форумов, контр-саммитов «Большой Восьмерки». Активисты «Вперёд» принимали участие в конференции «Будущее европейских антикапиталистических левых» на Европейском социальном форуме в сентябре 2008 года, международной антивоенной конференций в Варшаве в ноябре 2008 года и других.

### Учреждение Российского социалистического движения
6 марта 2011 года состоялся 6-й съезд движения «Вперед», принявший решение о роспуске организации. На следующий день, 7 марта, состоялась учредительная конференция Российского социалистического движения (РСД), основу которого составили «Вперед» и «Социалистическое сопротивление». Новая организация ориентирована на строительство совместно с другими левыми объединениями России широкой антикапиталистической партии. В учредительной конференции РСД также принимали участие представители Левого фронта, Института глобализации и социальных движений, петербургской Федерации социалистической молодежи, Движения сопротивления имени Петра Алексеева и также французской Новой антикапиталистической партии. В новой организации активисты движения «Вперед» действуют в качестве Группы членов Четвертого интернационала, являющейся новой официальной российской секцией Четвертого интернационала.

## Организация и структура

### Структура организации
Высшим органом «Вперёд» являлся съезд, делегаты которого избирали Центральный совет (ЦС) и редакцию Центральных органов (газеты, сайта и прочих изданий). Между съездами деятельностью организации руководил ЦС, собиравшийся не реже одного раза в месяц.

### Издания
Организация издавала газету «Вперёд». Всего вышло 14 номеров издания, а также несколько тематических специальных выпусков и региональных вкладок. В газете публиковались известные левые российские публицисты, такие как Борис Кагарлицкий и Алексей Цветков. Также переводились некоторые статьи западных авторов — Тарика Али, Марка Вайсброта, Стюарта Пайпера и других. Совместно с Институтом глобализации и социальных движений (директор — Борис Кагарлицкий) и ВКТ участвовали в издании журнала «Левая политика».
В 2006 году совместно с ВКТ, Институтом «Коллективное действие» и другими профобъединениями и общественными организациями началось издание журнала «Свободный профсоюз» под редакцией Марии Курзиной. В номерах журнала печатались статьи как активистов «Вперёд» и различных левых организаций, так и лидеров и активистов существующего в России независимого профсоюзного движения — Олега Бабича (профсоюз «Защита труда»), Ольги Бойко (профсоюз «Холодмаша», входит в «Защиту труда»), Юрия Винькова (профсоюз на ЛиАЗе, также входит в «Защиту труда»), Петра Золотарева (профсоюза «Единство» на ВАЗе, входит в ВКТ), Светланы Разиной (профсоюз московского метрополитена, ВКТ), Алексея Этманова (профсоюз «Форд», МПРА, ВКТ), Василия Старостина (Сибирская конфедерация труда).
Организация занималась изданием работ теоретиков марксизма. В начале 2007 года в издательстве «Алгоритм» вышла книга «Антология позднего Троцкого», составителями которой были Марк Васильев и Илья Будрайтскис. Начиная с 2008 года в «Свободном марксистском издательстве» в виде отдельных книг были выпущены статьи Эрнеста Манделя «Теория Троцкого о соотношении самоорганизации класса и авангардной партии» и «Почему я марксист» и многих других известных западных авторов, включая Герберта Маркузе, Даниэля Бенсаида, Терри Иглтона, Славоя Жижека, Жильбера Ашкара, Жана-Люка Годара и Пьера Паоло Пазолини.

### Съезды и конференции
- 23 сентября 2005 — Учредительная конференция.
- 17—18 декабря 2005 — 1-й съезд.
- 25—26 ноября 2006 — 2-й съезд.
- 2—3 февраля 2008 — 3-й съезд.
- 14—15 февраля 2009 — 4-й съезд.
- 13—14 февраля 2010 — 5-й съезд.
- 6 марта 2011 — 6-й съезд.

## Известные участники
- Илья Будрайтскис (1981) — историк, политический активист, публицист, художник, участник Школы современного искусства Авдея Тер-Оганьяна и семинаров Анатолия Осмоловского;
- Кирилл Медведев (1975) — поэт, писатель, переводчик, в его переводах публиковались книга стихов и писем Чарльза Буковски «Блюющая дама», роман «Женщины», стихи Лоренса Даррелла, роман Джона Ридли;
- Владислав Софронов (1967) — философ, переводчик, художественный критик, автор статей в ряде московских изданий, ранее входил в редакционный совет «Художественного журнала».

### Сайты организации
- Сайт СД «Вперёд»
- Сайт Нижегородского отделения СД «Вперёд»
- Сайт, посвященный Льву Троцкому и троцкистскому движению

### Материалы «Вперед» на сайтах других организаций
- Колонка «Вперёд» на сайте Четвёртого интернационала (англ.)
- Колонка «Вперёд» на сайте «Европейская солидарность без границ» (англ.) (фр.)